# Torsión en planta
Se denomina torsión en planta al esfuerzo de torsión que sufre la estructura portante de un edificio cuando es sometida a grandes esfuerzos horizontales. Este efecto es particularmente significativo en los terremotos. 
La torsión en planta aparece por la excentricidad entre el centro de rigidez de un piso y el centro de masa de la carga que soportan, es decir: el centro de masa de ese piso y pisos superiores.

## Torsión en sismos
Los movimientos sísmicos generan grandes fuerzas laterales en los edificios. Como reacción a ese esfuerzo, la estructura portante del edificio se mueve, transmitiendo verticalmente ese desplazamiento. Debido a que este movimiento se transmite por la zona más rígida del edificio (centro de rigidez), mientras que cada planta se va a mover en torno a su centro de masa, cuando el centro de masa y el centro de rigidez no coinciden, las plantas tenderán a girar, produciendo un efecto de torsión en los elementos estructurales que conectan cada planta. 
Debido a este efecto, la estructura puede sufrir múltiples daños, tanto estructurales (fisuras, alabeos) como no estructurales (grietas en tabiquería, rotura de ventanas), pudiendo llegar al colapso completo del edificio. Por este motivo los diseños de edificios sismoresistentes deben ser sensiblemente simétricos y regulares, ya que la asimetría en la distribución y dirección de los soportes estructurales tenderá a aumentar este efecto de torsión.